# Robert Brown (músico)
Robert Brown (también conocido como "Capitán Robert") es un cantante y compositor estadounidense, es conocido por ser el vocalista principal de la banda de temática steampunk Abney Park. Brown nació el 27 de mayo de 1970 en Seattle, Washington. 
Pasó gran parte de su infancia viajando por el Sudeste Asiático con su madre, Carolyn Heinz, una reconocida antropóloga cultural.  Brown pasó tiempo en India, China, Tailandia y la Polinesia, ayudando a su madre con sus investigaciones.
Asistió brevemente a la Universidad de Londres y vivió cerca del Cementerio Abney Park, después de dejar la Universidad, Brown regresó a Seattle en el apogeo del movimiento Grunge, donde comenzó la banda de Electro-Industrial October 27th, y más tarde formó the EaTen con el guitarrista Robert Hazelton (que ahora está con la banda Deadly Nightshade Botanical Society). Poco después, cambiaron el nombre de la banda de "EaTen" a Abney Park, en referencia al cementerio londinense.
Es el compositor y cantante principal de Abney Park, toca derbake, acordeón diatónico y armónica entre otros instrumentos. También es responsable de fabricar la mayoría de los exóticos instrumentos steampunk de su banda. Su estilo lírico y musical se caracteriza por tener una mezcla única de influencias provenientes de varios países y épocas.
En 2011 escribió la novela The Wrath of Fate, en la que se explora la historia de fondo de Abney Park con mayor detalle, y colaboró en el desarrollo de Airship Pirates, un juego de rol basado en sus trabajos.
Brown ha hecho apariciones en MTV, G4tV, y KING-TV, y ha sido entrevistado en muchos sitios web de género, revistas y periódicos como The Guardian, el New York Times y el Los Angeles Times.
Está casado con Kristina Erickson, quien también es miembro de la banda, y tiene dos hijas con ella, Isabella y Chloe.

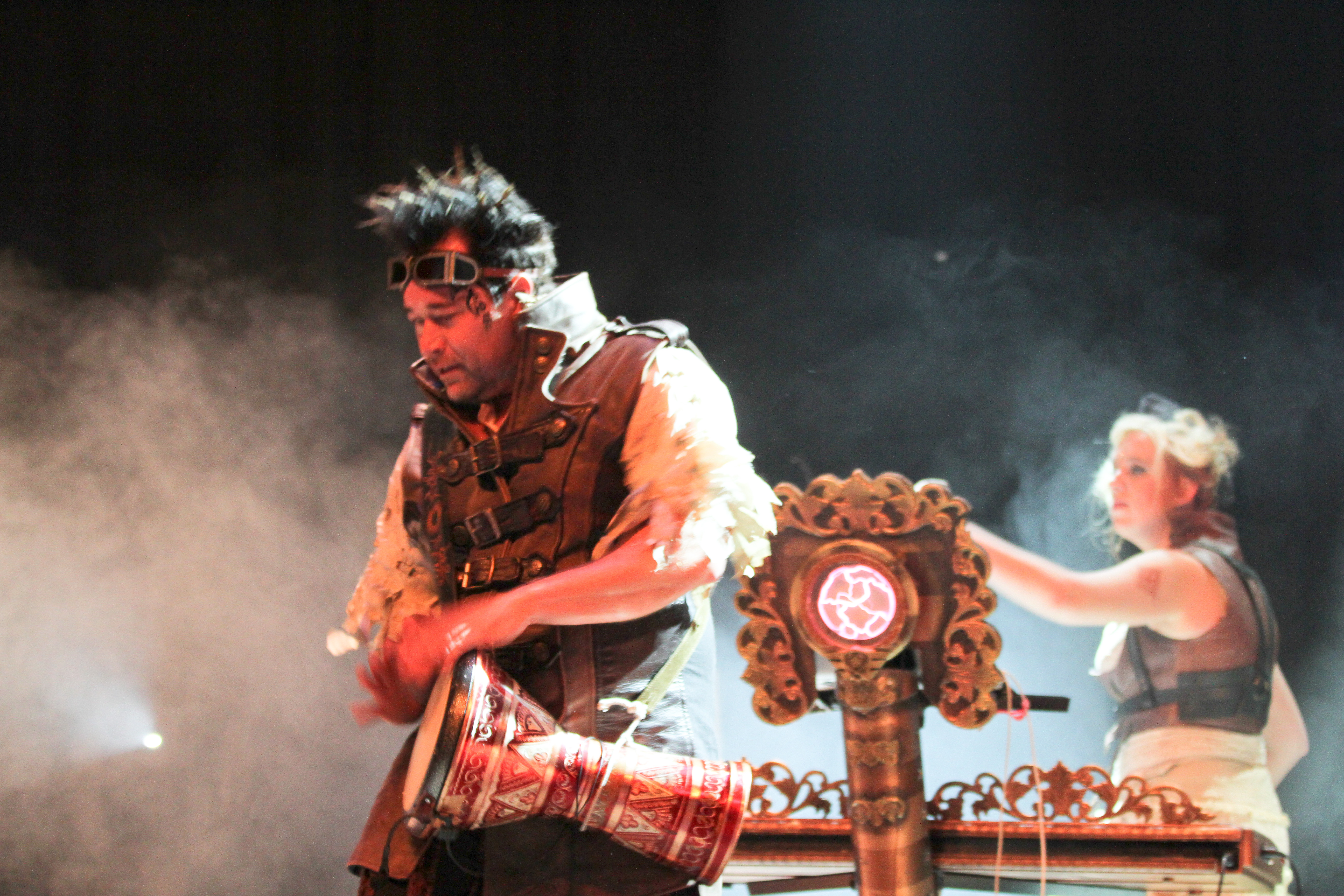
Robert y Kristina en un concierto de Abney Park.